# 일본의 원자력 발전
일본의 원자력은 일본에서의 원자력에 관한 내용 전반에 대해 말한다.

## 일본의 핵 시설

### 원자력 발전소
일본은 후쿠시마 원자력 폭발 사건 이후로 대부분의 원자력 발전소를 가동 중지하여 현재는 10기의 원자로를 운영하고 있다. 일본 전체 전력의 6.9%를 공급하고 있으며, 이는 태양광 발전과 수력 발전으로 공급되는 양보다 적은 양이다.
| 이름                           | 전력회사                   | 위치                      | 원자로 종류                                           |
| ------------------------------ | -------------------------- | ------------------------- | ----------------------------------------------------- |
| 도마리 발전소                  | 홋카이도 전력              | 홋카이도 도마리촌         | 가압수형 원자로 3기                                   |
| 히가시도리 원자력 발전소       | 도호쿠 전력, 도쿄 전력     | 아오모리현 히가시도리촌   | 비등수형 원자로 1기. 건설 중 1기, 설계 중 1기         |
| 오나가와 원자력 발전소         | 도호쿠 전력                | 미야기현 오나가와정       | 비등수형 원자로 3기                                   |
| 후쿠시마 제1 원자력 발전소     | 도쿄 전력                  | 후쿠시마현 후타바정       | 비등수형 원자로 6기. 설계 중 2기                      |
| 후쿠시마 제2 원자력 발전소     | 도쿄 전력                  | 후쿠시마 현 도미오카정    | 비등수형 원자로 4기                                   |
| 도카이 제2 발전소              | 일본 원자력 발전           | 이바라키현 도카이촌       | 비등수형 원자로 1기                                   |
| 가시와자키카리와 원자력 발전소 | 도쿄 전력                  | 니가타현 가시와자키시     | 비등수형 원자로 7기                                   |
| 하마오카 원자력 발전소         | 주부 전력                  | 시즈오카현 오마에자키시   | 비등수형 원자로 3기. 설계 중 1기                      |
| 시카 원자력 발전소             | 호쿠리쿠 전력              | 이시카와현 시카정         | 비등수형 원자로 2기                                   |
| 쓰루가 원자력 발전소           | 일본 원자력 발전           | 후쿠이현 쓰루가시         | 비등수형 원자로 1기, 가압수형 원자로 1기. 설계 중 2기 |
| 미하마 발전소                  | 간사이 전력                | 후쿠이 현 미하마정        | 가압수형 원자로 3기                                   |
| 오이 발전소                    | 간사이 전력                | 후쿠이 현 오이정          | 가압수형 원자로 4기                                   |
| 다카하마 발전소                | 간사이 전력                | 후쿠이 현 다카하마정      | 가압수형 원자로 4기                                   |
| 시마네 원자력 발전소           | 주고쿠 전력                | 시마네현 마쓰에시         | 비등수형 원자로 2기. 설계 중 1기                      |
| 이카타 발전소                  | 시코쿠 전력                | 에히메현 이카타정         | 가압수형 원자로 3기                                   |
| 겐카이 원자력 발전소           | 규슈 전력                  | 사가현 겐카이정           | 가압수형 원자로 4기                                   |
| 센다이 원자력 발전소           | 규슈 전력                  | 가고시마현 사쓰마센다이시 | 가압수형 원자로 2기. 설계 중 1기                      |
| 몬주                           | 일본 원자력 연구 개발 기구 | 후쿠이현 쓰루가시         | 고속 증식로 1기                                       |

### 사용후핵연료 재처리 시설
일본의 사용후핵연료 재 처리 시설은 도카이촌과 롯카쇼촌의 2촌락에 위치한다.
특징으로 도카이 촌에는 구 동연(動燃) 등 정부의 핵연료 재처리 시설 외에 JCO 등 민간 핵연료 재처리 시설도 입지한다. 롯카쇼 촌에는 전국의 원자력 발전소에서 사용후핵연료를 모은 사용후핵연료 재처리 시설이 입지하고있다.

### 원자력 시설의 입지
일본의 원자력 시설의 특징으로, 미토 텐구당과 인연이있는 지역이나, 보신 전쟁과 서남 전쟁에서 패한 지역에 집중하고있다. 일본에서 "원자력시설의 밀집 지역"이라고되어있는 곳으로, (1) 미토 부근, (2) 쓰루가 부근, (3) 후쿠시마현 하마도리 (구 이와사키 현), (4) 시모키타반도, 4지역이 대표적 있다.
1. 미토에서 15km 북쪽으로는 "일본의 원자력 발전의 발상지" "일본 판 녕변"로 유명한 도카이촌이 있는데, 미토는 도쿠가와 막부의 후세 장군이었다 도쿠가와 요시노부의 무릅 밑이다.
2. 쓰루가는 미토와 마찬가지로 텐구당에 관련 도시에서, 텐구당의 일원이 송두리째 살해 된 도시이다.
3. 후쿠시마현 하마도리는 도쿠가와 시대에는 남쪽 절반은 안도 노부마사를 배출 한 이와키다이라 번, 북쪽 절반은 소마 미치타네를 배출 한 나카무라 번의 영토였다. 이와키다이라 번과 나카무라 번은, 보신 전쟁에서 오우에쓰 열번 동맹에 가담 한 지역이다. 원자력 발전소는 2번의 경계선이었다 요노모리 근처에 위치하고 있으며, 후쿠시마 제1 원자력 발전소 (2011년 폭발)는 나카무라 번의 영토, 후쿠시마 제2 원자력 발전소는 이와키다이라 번의 영토에 위치해 있습니다.
4. 원자력 상선으로 유명한 무쓰시의 교외에 있는 "토난 (斗南)"은 보신 전쟁의 결과로 아이즈번에 유배된 땅이다.

## 핵 관련 정부 기관
- 원자력 안전·보안원

## 일본의 원자력 역사
1. 히로시마 이전
2. 히로시마와 나가사키의 원자 폭탄 투하와 전후 혼란기
3. 야이즈의 제5 후쿠류마루
4. 원자력의 전성기 "고도 성장기"
5. 무쓰 방사능 누출 사고
6. 전원 세 법과 지방
7. 1995년 12월 8일 몬주 고속증식로 나트륨 유출 사고
8. 1999년 9월 30일 도카이 촌 방사능 누출 사고
9. 후쿠시마 이후

## 같이 보기
- 일본 원자력규제위원회